# Ronald Zubar
Pour les articles homonymes, voir Zubar.
Ronald Zubar, né le 20 septembre 1985 aux Abymes, est un footballeur français, international guadeloupéen. Il évolue au poste de défenseur central. 
Doté d'un physique imposant (1,86 m pour 84 kg), Zubar est capable de jouer à différents postes de la défense (stoppeur, latéral droit, milieu de terrain défensif). Ancien international espoirs français, il est connu en France pour avoir porté pendant trois saisons les couleurs de l'Olympique de Marseille, avec des fortunes diverses. Il a depuis fondé une association football académie à Aix-en-Provence en compagnie de l'ancien gardien de but, Steeve Elana.

## Carrière

### Début professionnel au SM Caen
Zubar signe ses premières licences à l'Avenir Sainte-Rosienne, en Guadeloupe. Les techniciens du Red Star de Pointe-à-Pitre le remarquent et le font signer en 1999. Le joueur confirmant les espoirs placés en lui, ils avertissent le Stade Malherbe Caen, leur club partenaire en métropole, qui testent le joueur et le font venir en 2000. Intégré au groupe des moins de 19 ans, il se qualifie en finale de la Coupe Gambardella 2000-2001 aux côtés de la génération caennaise 1983 (dont font partie Jérémy Sorbon et Reynald Lemaître notamment) dont il est expulsé après son entrée sur le terrain à l'heure de jeu. 
En fin de saison 2002-2003, il fait ses débuts en équipe première en Ligue 2 sous la houlette de Patrick Remy, alors qu'il n'a que 17 ans. Il entre en jeu pour la première fois contre Lorient le 8 mars 2003.  
Il débute ses premiers matchs la saison suivante, en défense ou au milieu. Il marque le premier but de sa carrière professionnelle contre Amiens le 30 novembre 2003. En fin de saison, son équipe obtient sa promotion en Ligue 1 en terminant la saison à la seconde place du championnat.  
La saison suivante est celle de la confirmation. Tour à tour défenseur central et milieu défensif, il compense une technique parfois imprécise par une puissance physique hors-norme, au sein d'une équipe qui en manque terriblement. Il joue le premier match de sa carrière en Ligue 1 le 14 août 2004 contre le PSG. Lors de la 36e journée, il marque son premier but en Ligue 1 contre Saint-Étienne mais son équipe termine à la dix huitième place. 
Sélectionné en équipe de France espoirs, il décide de rester à Caen malgré la relégation, pour aider le club à retrouver l'élite. Fixé au poste de milieu défensif, il est promu capitaine à 20 ans. Au soir de la dernière journée, l'équipe normande termine à la 4e place de Ligue 2 et manque la remontée ; les dirigeants lui permettent de quitter le club.

### Olympique de Marseille
Il signe le 15 juin 2006 un contrat de quatre ans avec l'Olympique de Marseille, contre une indemnité d'environ 3,5M€. Il réalise une première saison prometteuse en défense centrale. Il joue son premier match sous le maillot phocéen lors de la Coupe Intertoto contre le FK Dnipropetrovsk. Il marque son premier but en Coupe UEFA contre YB Berne.
Au cours de la saison 2007-2008, il perd sa place de titulaire, évoluant en fonction des absences au poste de défenseur central (où il est barré par Julien Rodriguez et Gaël Givet) ou d'arrière droit (le titulaire étant Laurent Bonnart). Cependant, son travail lors des entraînements lui apporte la sympathie d'Éric Gerets qui n'hésite pas à faire appel à lui comme titulaire lors des blessures de Julien Rodriguez ou en tant que "remplaçant de luxe", disposant ainsi d'un temps de jeu croissant. Le 12 mai 2007, il dispute avec l'OM la finale de la coupe de France face au FC Sochaux. Chargé de frapper le tir au but décisif, il bute sur le gardien adverse et donne ainsi la victoire aux sochaliens, alors que son club n'a pas remporté de titre depuis 14 ans. Ce tir marque le début de ses déboires à Marseille. 
Lors de la saison 2008-2009, ses performances souvent honorables sont plombées par des erreurs individuelles de plus en plus médiatisées qui lui valent d'être pris en grippe par le public marseillais. Fin 2008, il termine à la deuxième place du ballon de plomb, parodie du Ballon d'or organisée par les Cahiers du football, derrière Frédéric Piquionne. Conspué par le stade Vélodrome, il voit finalement l'entraîneur Éric Gerets, qui continuait à le titulariser en cours de saison, lui retirer sa confiance. À la fin de la saison 2008-2009, le nouvel entraîneur olympien, Didier Deschamps, lui fait savoir qu'il ne compte pas sur lui.

### Wolverhampton FC

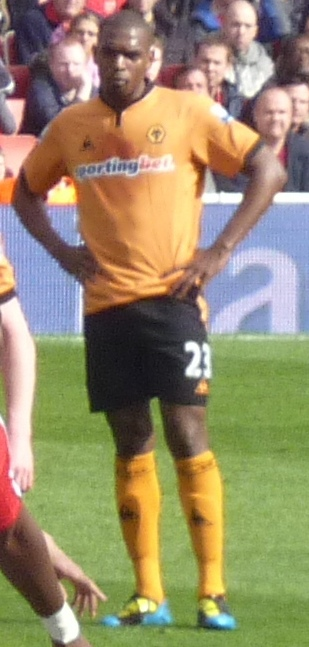
Zubar avec Wolverhampton.

Il part se relancer à Wolverhampton, promu en Premier League, contre une somme proche des trois millions d’euros et un contrat de quatre ans. Il s'y fait progressivement sa place au poste de défenseur central sans s'imposer comme titulaire indiscutable. Il joue 26 matchs la première saison puis 18 et 15 matchs les deux saisons suivantes.
Lors de la saison 2011-2012, son club termine le championnat à la dernière place du classement, le club est donc relégué en seconde division. La saison suivante, il ne compte que 10 matchs à l'intersaison, il décide donc de quitter le club.

### AC Ajaccio
Fin janvier 2013, il revient dans le championnat français en signant en faveur de l'AC Ajaccio. Il joue son premier match sous les couleurs corses le 9 février face à Bordeaux. Pile un mois après, il marque son premier but depuis son retour en France et offre la victoire grâce au seul but du match face à Lorient. Après une bonne première demi-saison, il connaît un exercice 2013-2014 difficile, au cours duquel son équipe termine largement en queue du championnat. Blessé le 1er février contre Evian, il ne rejoue plus de la saison. Il suit le club l'année suivante en Ligue 2 mais ayant joué à peine 8 matchs à la trêve hivernale, il quitte le club pour une nouvelle expérience.  

### Red Bulls de New York
Le 27 janvier 2015, il signe pour les Red Bulls de New York en Major League Soccer. Il joue dès la première rencontre en étant titulaire en défense centrale au côté du français Damien Perrinelle contre Kansas City. La concurrence à son poste n'est pas facile avec le jeune Matt Miazga. Pour sa première saison en MLS, la franchise est éliminée en finale de conférence avant de connaître une nouvelle fois l'élimination en 2016, au stade des demi-finales de conférence.

### Red Star
Après cette déception, son contrat n'est pas renouvelé et il rejoint la France pour signer en faveur du Red Star en Ligue 2.

## Statistiques
| Saison                | Club                       | Championnat           | Championnat | Championnat | Coupe nationale | Coupe nationale | Coupe de la Ligue | Coupe de la Ligue | Compétition(s) continentale(s) | Compétition(s) continentale(s) | Compétition(s) continentale(s) | Séries | Séries | Total | Total |
| Saison                | Club                       | Division              | M.          | B.          | M.              | B.              | M.                | B.                | Comp.                          | M.                             | B.                             | M.     | B.     | M.    | B.    |
| 2002-2003             | SM Caen                    | Ligue 2               | 7           | 0           | 0               | 0               | -                 | -                 | -                              | -                              | -                              | -      | -      | 7     | 0     |
| 2003-2004             | SM Caen                    | Ligue 2               | 25          | 1           | 2               | 0               | -                 | -                 | -                              | -                              | -                              | -      | -      | 27    | 1     |
| 2004-2005             | SM Caen                    | Ligue 1               | 34          | 1           | 1               | 0               | 4                 | 0                 | -                              | -                              | -                              | -      | -      | 39    | 1     |
| 2005-2006             | SM Caen                    | Ligue 2               | 31          | 0           | 1               | 1               | 2                 | 0                 | -                              | -                              | -                              | -      | -      | 34    | 1     |
| Sous-total            | Sous-total                 | Sous-total            | 97          | 2           | 4               | 1               | 6                 | 0                 | -                              | -                              | -                              | -      | -      | 107   | 3     |
| 2006-2007             | Olympique de Marseille     | Ligue 1               | 34          | 0           | 5               | 0               | 2                 | 0                 | CI+C3                          | 2+1                            | 0+1                            | -      | -      | 44    | 1     |
| 2007-2008             | Olympique de Marseille     | Ligue 1               | 21          | 1           | 2               | 0               | 1                 | 0                 | C1+C3                          | 2+1                            | 0+0                            | -      | -      | 27    | 1     |
| 2008-2009             | Olympique de Marseille     | Ligue 1               | 17          | 1           | 2               | 0               | 1                 | 0                 | C1+C3                          | 7+2                            | 0+0                            | -      | -      | 29    | 1     |
| Sous-total            | Sous-total                 | Sous-total            | 72          | 2           | 9               | 0               | 4                 | 0                 | -                              | 15                             | 1                              | -      | -      | 100   | 3     |
| 2009-2010             | Wolverhampton Wanderers FC | Premier League        | 23          | 1           | 2               | 1               | 1                 | 0                 | -                              | -                              | -                              | -      | -      | 26    | 2     |
| 2010-2011             | Wolverhampton Wanderers FC | Premier League        | 15          | 1           | 2               | 0               | 1                 | 0                 | -                              | -                              | -                              | -      | -      | 18    | 1     |
| 2011-2012             | Wolverhampton Wanderers FC | Premier League        | 15          | 1           | -               | -               | -                 | -                 | -                              | -                              | -                              | -      | -      | 15    | 1     |
| 2012-2013             | Wolverhampton Wanderers FC | Championship          | 8           | 0           | -               | -               | 2                 | 0                 | -                              | -                              | -                              | -      | -      | 10    | 0     |
| Sous-total            | Sous-total                 | Sous-total            | 61          | 3           | 4               | 1               | 4                 | 0                 | -                              | -                              | -                              | -      | -      | 69    | 4     |
| 2013                  | AC Ajaccio                 | Ligue 1               | 15          | 1           | -               | -               | -                 | -                 | -                              | -                              | -                              | -      | -      | 15    | 1     |
| 2013-2014             | AC Ajaccio                 | Ligue 1               | 15          | 1           | 1               | 0               | -                 | -                 | -                              | -                              | -                              | -      | -      | 16    | 1     |
| 2014-2015             | AC Ajaccio                 | Ligue 2               | 8           | 0           | -               | -               | -                 | -                 | -                              | -                              | -                              | -      | -      | 8     | 0     |
| Sous-total            | Sous-total                 | Sous-total            | 38          | 2           | 1               | 0               | -                 | -                 | -                              | -                              | -                              | -      | -      | 39    | 2     |
| 2015                  | Red Bulls de New York      | MLS                   | 12          | 1           | 1               | 1               | -                 | -                 | -                              | -                              | -                              | 4      | 0      | 17    | 2     |
| 2016                  | Red Bulls de New York      | MLS                   | 21          | 2           | 2               | 0               | -                 | -                 | -                              | -                              | -                              | 0      | 0      | 23    | 2     |
| Sous-total            | Sous-total                 | Sous-total            | 33          | 3           | 3               | 1               | -                 | -                 | -                              | -                              | -                              | 4      | 0      | 40    | 4     |
| 2016-2017             | Red Star                   | Ligue 2               | 0           | 0           | -               | -               | -                 | -                 | -                              | -                              | -                              | -      | -      | 0     | 0     |
| Sous-total            | Sous-total                 | Sous-total            | 0           | 0           | 0               | 0               | -                 | -                 | -                              | -                              | -                              | 0      | 0      | 0     | 0     |
| Total sur la carrière | Total sur la carrière      | Total sur la carrière | 301         | 12          | 21              | 3               | 14                | 0                 | -                              | 15                             | 1                              | 4      | 0      | 355   | 16    |

## Palmarès

### En club
Il est finaliste de la Coupe Gambardella avec le SM Caen en 2001 mais battu en finale par le FC Metz, match durant lequel il sera expulsé une vingtaine de minutes après son entrée en jeu. L'année suivante, il sera finaliste du Championnat d'Europe des moins de 17 ans avec l'équipe de France des - 17 ans mais battu par les Suisses lors de la séance de tirs au but durant laquelle il marque son penalty. 
Avec le SM Caen, il sera également vice-champion de France de Ligue 2 lors de la saison 2003-2004 et finaliste de la Coupe de la Ligue 2005, battu en finale par le RC Strasbourg.
Avec l'Olympique de Marseille, il est finaliste de la Coupe de France 2007 mais battu lors de la séance de tirs au but par le FC Sochaux, séance durant laquelle il verra son tir au but arrêté par Teddy Richert. Il est également vice-champion de France 2007 et 2009.

### Individuel
Il fait partie de l'équipe type de Ligue 2 aux Trophées UNFP 2006 lors de la saison 2005-2006 en tant que meilleur milieu défensif.

## Divers
Il est le parrain de l'association Atcha qui a monté une école de football au Niger.
Son frère Stéphane Zubar et son cousin Claude Dielna sont également joueurs de football professionnels, formés au SM Caen. Pour la saison 2012-2013, ils jouent respectivement à l'AFC Bournemouth en 3e division anglaise et au CS Sedan-Ardennes en Ligue 2.